# Eduard Limonov
Eduard Venjaminovitsj Limonov (Russisch: Эдуард Вениаминович Лимонов) (Dzerzjinsk, 22 februari 1943 – Moskou, 17 maart 2020) was een controversieel Russisch politicus, dichter en schrijver.

## Leven en werk

### 1943-1991: dissident, in verbanning
Limonov groeide op in Charkov en trok in de jaren zestig naar Moskou. In Moskou maakte hij kennis met de avant-gardistische literaire beweging en begon ook zelf in die geest te schrijven. In 1974 werd hij vanwege zijn warsheid van machtsstructuren en openlijk dissidente opstelling het land uit gezet en vertrok naar de Verenigde Staten. Daar werd hij tot een dissident onder de dissidenten. Hij verweet de Verenigde Staten een vergelijkbaar machtssysteem te bezitten als de Sovjet-Unie.
Limonovs werk werd sterk beïnvloed door schrijvers van de absurdistische groepering uit de late jaren twintig OBERIU (Charms,  Vvedenski, Kazakov). Hij had echter ook in Amerika grote moeite zijn romans gepubliceerd te krijgen. Voor zijn “punk”-roman Ik ben het, Eddy (1976) vond hij pas in 1979 een uitgever in Frankrijk. Veel opschudding, met name in Russisch dissidente kringen, veroorzaakte zijn roman Ik ben het, Eddy ("Eto ya Edichka" ) aka "De Russische dichter houdt van grote negers", die speelt in de wereld van Russische (voornamelijk Joodse) emigranten in Amerika en toont hoe zij die lang begeerde “vrije” wereld zien en beleven, in vreugde en ontgoocheling. Het is een keihard relaas over een dichter die in den vreemde geen erkenning vindt en een afrekening met het land dat hem onderdak verschafte, alsook met de Russische emigrantenwereld: een “hoop melancholische nietsnutten, dromers en fantasten”.
In 1982 week Limonov uit naar Frankrijk, alwaar hij zich een tijdlang een positie verwierf als moderne intellectueel. Limonov zorgde als zodanig regelmatig voor opschudding, in de literaire maar ook in de politieke arena. Zijn stellingname switchte in de jaren tachtig van radicaal links naar radicaal rechts, maar zijn stijl bleef die van de provocateur.

### 1991-heden: terug in Rusland, enfant terrible
Na de val van de Sovjet-Unie in 1991 keerde Limonov terug naar Rusland, steunde de putsch tegen Boris Jeltsin, vocht aan de zijde van de Serviërs in de Joegoslavië-oorlog, aan de kant van de Abchaziërs tegen Georgië, was onderminister in het nationalistische schaduwkabinet van Vladimir Zjirinovski en richtte na wrevel over Zjirinovski's absurde politieke stunts (en waarna hij het boek Limonov tegen Zjirinovski schreef) vervolgens de Nationaal-Bolsjewistische Partij op (NBP). Deze partij stelde zich anti-Amerikaans en anti-kapitalistisch op en propageerde oude Russische grootmachtfantasieën. In 2005 werd de partij verboden. In 2006 werd Limonov ervan beschuldigd op te roepen tot rassenhaat. Eerder was hij al eens veroordeeld vanwege verboden wapenbezit en het oprichten van een illegale gewapende organisatie. In de gevangenis schreef hij Het boek van het water (2002), waarvoor hij de Andrej-Bely-Prijs ontving.
Op 3 maart 2007 nam Limonov met zijn verboden partij deel aan de Mars der Ontevredenen in Sint-Petersburg, uit onvrede met het beleid van president Poetin. Hij werd echter kort na het begin van de protesten al opgepakt. Bij een nieuw oppositieprotest op 14 april 2007 te Moskou werd hij wederom gearresteerd, evenals op 31 januari 2009 toen hij met een aantal leden van de NBP deelnam aan een anti-Kremlinprotest in Moskou.
Limonov sloot in 2008 aan bij Garri Kasparovs monsterverbond van de oppositie Ander Rusland. Op 2 maart 2009 stelde hij zich (onder meer gesteund door zijn vriend en schrijver Aleksandr Prochanov) namens de verenigde oppositie beschikbaar als kandidaat voor de Russische presidentsverkiezingen 2012. Zijn vroege kandidatuur weet hij aan de censuur door de staatspers, die hem zou belemmeren campagne te voeren. Tot zijn verkiezingspunten behoren onder andere het realiseren van goedkope woningen, het ontwikkelen van de landbouw, de nationalisering van grondstofbedrijven, het verplaatsen van de Russische hoofdstad naar Zuid-Siberië en het terugdraaien van een groot aantal door Poetin ingestelde overheidsmaatregelen, welke de democratie belemmeren (zoals versimpeling van de registratie van politieke partijen en terugbrengen verkiezingen voor gouverneurs).
Eduard Venjaminovitsj Limonov overleed in 2020 in een ziekenhuis in Moskou op 77-jarige leeftijd.

## Werken
- «Американские каникулы», Verhalen
  - DE: «Urlaub auf amerikanisch»
  - US: «American Vacation»
- «Великая мать любви», Verhalen
  - DE: «Die große Mutter der Liebe»
  - US: «The Great Mother of Love»
- «Девочка-зверь», Verhalen
  - DE: «Das wilde Mädchen»
  - US: «The Wild Girl»
  - MK: «Девојка-ѕвер!»
- «Коньяк «Наполеон»», Verhalen
  - DE: «Cognac Napoleon»
  - FR: «Cognac Napoléon»
  - US: «Cognac Napoleon»
  - RS: «Коњак Наполеон» («Konjak Napoleon: priče»)
- «Монета Энди Вэрхола», Verhalen
  - DE: «Die Münze des Andy Warhol»
- «Обыкновенные инциденты», Verhalen
  - DE: «Gewöhnliche Vorfälle»
  - FR: «Des Incidents ordinaires»
  - US: «Of the ordinary Incidents»
- «Чужой в незнакомом городе», Verhalen
  - DE: «Ein Fremder in einer unbekannten Stadt»

...
- «Русское», 1967–1974, Gedichten
  - DE: «Russisches»
- «Мы — национальный герой», 1974
  - DE: «Wir — Nationalheld»
- «Мой отрицательный герой», 1976–1982, Gedichten
  - DE: «Mein negativer Held»
- «Это я, Эдичка», 1976, Roman
  - NL: De Russische dichter houdt van grote negers, vertaald door Mieke Lindenburg (1981)
  - DE: «Fuck off, Amerika» (Im Original: «Hier bin ich, Eduardchen»)
  - FR: «Le Poète russe préfère les grands nègres»
  - US: «It’s me, Eddie» or «The Russian Poet Prefers the Large Negros»
  - IT: «Il poeta russo preferisce i grandi negri»
  - NO: «Det er meg, Editsjka»
  - PL: «To ja, Ediczka»
  - LT: «Tai aš — Edička»
  - BG: «Това съм аз — Едичка!»
  - DK: «Det er mig: Eddie!»
  - RS: «То сам ја, Едичка» («To sam ja, Edička»)
  - CZ: «To jsem já, Edáček»
  - IL: «זה אני, אֶדיצ'קה»
- «Дневник неудачника, или Секретная тетрадь», 1977, Roman
  - DE: «Tagebuch eines Pechvogels»
  - US: «Diary of a Loser» or «Newspaper of a Failure»
  - FR: «Journal d'un raté»
  - IT: «Diario di un fallito»
- «История его слуги», 1980–1981, Roman
  - DE: «Die Geschichte seines Dieners»
  - FR: «Histoire de son serviteur»
  - US: «His Butler's Story»
  - PT: «Historia de um Poeta Mordomo»
  - ES: «Historia de un servidor»
- «Подросток Савенко, или Автопортрет бандита в отрочестве», 1982, Roman
  - NL: Zelfportret van een bandiet: de jonge jaren van een dichter-delinquent', vertaald door Jos Vonhoff (1987)
  - DE: «Selbstbildnis des Banditen als junger Mann»
  - DE: «Der Jüngling Sawenko, oder Selbstportrait eines Banditen im Knabenalter»)
  - FR: «Autoportrait d'un bandit dans son adolescence»
  - US: «Memoir of a Russian Punk»
  - US: «The Teenager Savenko» or «Self-portrait of a Gangster in His Adolescence»
  - IT: «Eddy-baby ti amo»
  - GR: «Η αυτοβιογραφία ενός ανήλικου ληστή»
  - RS: «Аутопортрет бандита у младости» («Autoportret bandita u mladosti»)
- «Палач», 1982, Roman
  - DE: «Der Henker»
  - US: «Oscar and the Women»
  - FR: «Oscar et les femmes»
  - GR: «Δήμιος γυναικών»
  - NL: «De kus van de kakkerlak», vertaald door Koenraad Delbeke (1992)
- «Молодой негодяй», 1985, Roman
  - NL: Een klein mispunt, vertaald door Jos Vonhoff (1989)
  - DE: «Der kleine Dreckskerl»
  - DE: «Junger Tunichgut»
  - FR: «Le petit salaud»
  - US: «A Young Scoundrel» or «The Small Bastard»
  - ES: «Historia de un canalla» / «Historia de un granuja»
- «Укрощение тигра в Париже», 1985, Roman
  - DE: «Des Tigers Zähmung in Paris»
- «Смерть современных героев», 1982–1985, Roman
  - DE: «Der Tod der modernen Helden» oder «Heldentod»
  - FR: «Mort des héros modernes»
  - US: «Died of the modern heroes»
  - EE: «Tänapäeva kangelaste surm»
- «У нас была великая эпоха», 1987, Roman
  - DE: «Wir hatten eine große Epoche»
  - US: «The Great Time»
  - FR: «La grande époque»
  - BG: «Велика беше нашата епоха»
  - GR: «Η μεγάλη εποχή»
  - RS: «Имали смо велико доба»
- «Дисциплинарный санаторий», 1988–1989, Artikelen
  - DE: «Das Disziplinarsanatorium»
  - FR: «Le grand hospice occidental»
- «Иностранец в Смутное время, или Иностранец в родном городе», 1991, Roman
  - DE: «Der Ausländer in der dunklen Zeit, oder Der Ausländer in der Geburtsstadt»
  - FR: «L'étranger dans sa ville natale»
  - US: «The Foreigner in His Birthplace»
  - RS: «Странац у родном граду» («Stranac u rodnom gradu»)
- «Исчезновение варваров», 1992, Artikelen
  - DE: «Das Verschwinden der Barbaren»
  - US: «Disappearance of Barbarians»
  - RS: «Нестанак варвара» («Nestanak Varvara: politički eseji»)
- «Убийство часового», 1992, Artikelen
  - DE: «Die Ermordung des Wachmanns»
  - FR: «La sentinelle assassinée: journal dissonant»
  - US: «The Assassinated Sentinel»
- «Лимонов против Жириновского», 1994, Artikelen
  - DE: «Limonow contra Zhirinowski»
- «Последние дни супермена», 1996, Roman
  - DE: «Die letzten Tage des Superman»
- «316, пункт «B»», 1982–1997, Roman
  - DE: «316, Punkt «B»»
- «Анатомия героя», 1998, Roman
  - DE: «Anatomie eines Helden»
  - US: «Anatomy of a Hero»
- «Книга мёртвых», 2000, Memoires
  - DE: «Buch der Toten»
- «Охота на Быкова: расследование Эдуарда Лимонова», 2000, Onderzoek
  - DE: «Die Untersuchung Eduard Limonows: Die Jagd auf Bykow»
- «В плену у мертвецов», 2002, Memoires, Essays
  - DE: «Gefangen genommen von Toten»
  - US: «Imprisoned by Dead Men» or «Prisoner of the Walking Dead»
- «Книга воды», 2002, Memoires
  - DE: «Das Buch des Wassers»
  - US: «The Book of Water»
  - IT: «Libro dell'acqua»
- «Моя политическая биография», 2002, Artikelen
  - DE: «Meine politische Biografie»
  - US: «My Political Biography»
- «Другая Россия. Очертания будущего», 2003, Artikelen
  - DE: «Ein anderes Russland — Skizzierung der Zukunft»
  - US: «The Other Russia»
- «Контрольный выстрел», 2003, Artikelen
  - DE: «Sicherheitsschuß»
  - US: «Control Shot»
- «Русское психо», 2003, Artikelen
  - DE: «Russischer Psycho»
  - US: «Russian Psycho»
- «Священные монстры», 2003, Artikelen
  - DE: «Die heiligen Monster»
  - US: «The Holy Monsters»
- «Бутырская-сортировочная, или Смерть в автозаке», 2003, Theater
  - DE: «Butirskaja-sortirowotschnaja, oder Tod im Autosack»
- «Как мы строили будущее России», 2004, Artikelen
  - DE: «Wie wir die Zukunft von Russland bauten»
- «По тюрьмам», 2004, Roman
  - DE: «Durch die Gefängnisse»
  - FR: «Mes prisons»
- «Торжество метафизики», 2004, Roman
  - DE: «Sieg der Metaphysik»
- «Лимонов против Путина. Такой президент нам не нужен», 2005, Artikelen
  - DE: «Limonow contra Putin. Einen solchen Präsidenten brauchen wir nicht»
  - US: «Limonov vs. Putin»
- «Ноль часов», 2002–2006, Gedichten
  - DE: «Null Uhr»
- «Смрт», 2007, Verhalen
  - DE: «Tod»
- «Ереси», 2008, Essays
  - DE: «Die Ketzereien»
- «Дети гламурного рая», 2008, Essays
  - DE: «Kinder des Glamur-Paradises»
- «Мальчик, беги!», 2006–2008, Gedichten
  - DE: «Lauf, Junge, lauf!»